# سنار عليا (مقاطعة كلاردشت)
سنار عليا (بالفارسية: سنار علیا) هي قرية تقع في قسم بيرون‌بشم الريفي (مقاطعة كلاردشت) في إيران. يقدر عدد سكانها بـ 76 نسمة .